# Xã Montgomery-Smalley, Quận Monroe, Arkansas
Xã Montgomery-Smalley (tiếng Anh: Montgomery-Smalley Township) là một xã thuộc quận Monroe, tiểu bang Arkansas, Hoa Kỳ. Năm 2010, dân số của xã này là 134 người.